# Histoires d'outre-tombe
Pour les articles homonymes, voir Les Contes de la crypte et Outre-tombe.
Série
Le Caveau de la terreur
(1973)
Pour plus de détails, voir Fiche technique et Distribution.
Histoires d'outre-tombe (Tales from the Crypt) est un film britannique et américain de Freddie Francis, sorti en 1972 inspiré par les comics publiés par EC Comics. Le scénario reprend cinq histoires écrites par William Gaines et Al Feldstein.
Le film est composé de 5 sketches.

## Synopsis
Pendant une visite de catacombes, cinq touristes rencontrent le gardien de la crypte qui va leur raconter leur mort.

## Fiche technique
- Titre français : Histoires d'outre-tombe
- Titre original : Tales from the Crypt
- Réalisation : Freddie Francis
- Scénario : Milton Subotsky
- Producteur : Charles W. Fries (en), Max Rosenberg et Milton Subotsky
- Photographie : Norman Warwick
- Musique : Douglas Gamley
- Pays de production : Royaume-Uni, États-Unis
- Langue : anglais
- Format : Couleurs - Son mono
- Genre : horreur
- Durée : 92 minutes
- Dates de sortie : 1972
- interdit aux moins de 12 ans

## Distribution
- Ralph Richardson : Le gardien de la crypte
- Joan Collins : Joanne Clayton (segment 1 "And All Through The House")
- Martin Boddey : Richard Clayton le mari (segment 1 "And All Through The House")
- Chloe Franks : Carol Clayton la fille (segment 1 "And All Through The House")
- Robert Rietty : voix de la Radio (segment 1 "And All Through the House")
- Oliver MacGreevy : le père noël (segment 1 "And All Through The House")
- Ian Hendry : Carl Maitland (segment 2 "Reflection of Death")
- Angie Grant : Susan Blake (segment 2 "Reflection of Death")
- Susan Denny : Madame Maitland (segment 2 "Reflection of Death")
- Paul Clere : fils de Maitland (segment 2 "Reflection of Death")
- Sharon Clere : fille de Maitland (segment 2 "Reflection of Death")
- Frank Forsyth : Clodo (segment 2 "Reflection of Death")
- Peter Fraser : motocycliste (segment 2 "Reflection of Death") (as Peter Frazer)
- Peter Cushing : Arthur Edward Grimsdyke (segment 3 "Poetic Justice")
- Robin Phillips : James Elliot (segment 3 "Poetic Justice")
- David Markham : Edward Elliot le père (segment 3 "Poetic Justice")
- Robert Hutton : le voisin Mr.Baker (segment 3 "Poetic Justice")
- Manning Wilson : Vicar (segment 3 "Poetic Justice")
- Kay Adrian : Mrs. Davies (segment 3 "Poetic Justice")
- Carlos Baker : Mrs. Davies's Son (segment 3 "Poetic Justice")
- Dan Caulfield : Postman (segment 3 "Poetic Justice")
- Melinda Clancy : Helen Carter (segment 3 "Poetic Justice")
- Clifford Earl : Police Sergeant (segment 3 "Poetic Justice")
- Edward Evans : Constable Ramsey (segment 3 "Poetic Justice")
- Irene Gawne : Mrs. Phelps (segment 3 "Poetic Justice")
- Stafford Medhurst : Mrs. Phelps' Son (segment 3 "Poetic Justice")
- Ann Sears	: Helen Carter's Mother (segment 3 "Poetic Justice") (uncredited)
- Roy Dotrice : Charles Gregory (segment 4 "Wish You Were Here")
- Richard Greene : Ralph Jason (segment 4 "Wish You Were Here")
- Barbara Murray : Enid Jason (segment 4 "Wish You Were Here")
- Jayne Sofiano : Secretary (segment 4 "Wish You Were Here")
- Peter Thomas : Pallbearer (segment 4 "Wish You Were Here")
- Hedger Wallace : Detective (segment 4 "Wish You Were Here")
- Patrick Magee : George Carter (segment 5 "Blind Alleys")
- Nigel Patrick : Major William Rogers (segment 5 "Blind Alleys")
- George Herbert : Old Blind Man - Greenwood (segment 5 "Blind Alleys")
- Harry Locke : Harry the Cook (segment 5 "Blind Alleys")
- Tony Wall : Attendant (segment 5 "Blind Alleys")
- John Barrard : Blind Man (segment 5 "Blind Alleys") (uncredited)
- Carl Bernard : Blind Man (segment 5 "Blind Alleys") (uncredited)
- Hugo De Vernier : Blind Man (segment 5 "Blind Alleys") (uncredited)
- Chris Gannon : Blind Man (segment 5 "Blind Alleys") (uncredited)
- Ernest C. Jennings : Blind Man (segment 5 "Blind Alleys") (uncredited)
- Louis Mansi : 2nd Blind Man (segment 5 "Blind Alleys") (uncredited)
- Bartlett Mullins : First Blind Man (segment 5 "Blind Alleys") (uncredited)
- Bert Palmer : Blind Man (segment 5 "Blind Alleys") (uncredited)
- Graham Tonbridge : Pallbearer (uncredited)
- Fred Wood	: 2nd Mortician (uncredited)
- Bart Allison : Blind Man (uncredited)
- Geoffrey Bayldon : Guide

## Adaptation
Le film a été adapté sous la forme d'un roman écrit par Jack Oleck.

## Autour du film
- Le téléfilm Contes d'outre-tombe (1989) est souvent considéré à tort comme étant ce film car il a le même titre original Tales from the Crypt mais il s'agit d'un montage regroupant les trois épisodes de la série du même nom Le bourreau en mal d'exécuter, Nuit de Noël pour femme adultère et Ulric et les neuf vies du chat.
- Le téléfilm Tales from the Grave (2003) a le même titre français Histoires d'outre-tombe mais n'a aucun rapport avec Tales from the Crypt.